# Просянский сельский совет (Купянский район)
Просянский сельский совет — входит в состав Купянского района Харьковской области Украины.
Административный центр сельского совета находится в селе Просянка.

## История
- 1987 — дата образования.

## Населённые пункты совета
- село Просянка
- село Волчий Яр
- село Николаевка Первая
- село Николаевка Вторая
- село Прилютово
- село Цыбовка

### Ликвидированные населённые пункты
- село Абрамов Яр